# John D’Arcy May
John D’Arcy May (* 1942 in Melbourne) ist ein australischer Theologe.

## Leben
Er studierte Philosophie und katholische Theologie an der Pontificia Università Gregoriana. Nach der Promotion in ökumenischer Theologie in Münster (1975) war er Assistent bei Peter Lengsfeld. Nach der Promotion in an der Goethe-Universität (1983) war er ökumenischer Forschungsbeauftragter beim Melanesischen Kirchenrat und am Melanesischen Institut in PapuaNeugui nea. Von 1987 bis 1990 war er Direktor der Irish School of Ecumenics. Von 1987 bis 2007 Associate Professor für interreligiösen Dialog. Gastprofessuren führten ihn nach Freiburg im Üechtland (1982), Frankfurt am Main (1988), Wollongong (1994), Tilburg (1996), Australian Catholic University, Sydney (2001), Istituto Trentino di Cultura, Centro per le Studie Religiose, Italy (2006).
Seine aktuellen Forschungsinteressen betreffen die Entstehung der buddhistischen Theologie und die Möglichkeit einer „kollaborativen“ buddhistisch-christlichen Theologie sowie die Neukonzeption von Ökumene und Ökumene.

## Schriften (Auswahl)
- Meaning, Consensus and Dialogue in Buddhist-Christian Communication: A Study in the Construction of Meaning. Bern 1984, ISBN 3-261-03287-1.
- (Hrsg.): Living Theology in Melanesia: A Reader. Goroka 1985.
- Christus Initiator. Theologie im Pazifik. Düsseldorf 1990.
- (Hrsg.): Pluralism and the Religions: The Theological and Political Dimensions. London 1998.
- After Pluralism: Towards an Interreligious Ethic. Münster 2000.
- Transcendence and Violence: The Encounter of Buddhist, Christian and Primal Traditions. London 2003.
- (Hrsg.): Converging Ways? Conversion and Belonging in Buddhism and Christianity. St. Ottilien 2006.